# José Bertrán y Ros
José Bertrán y Ros (Barcelona, 18 de marzo de 1795 - Barcelona, 11 de noviembre de 1855) fue un jurista español.

## Biografía
Nació en Barcelona. Tras cursar Filosofía, ingresó en 1812 en el colegio de cadetes del primer ejército formado en Brusa para combatir la invasión francesa y, un año después, obtuvo el empleo de subteniente. Terminada la campaña, cursó la carrera de Jurisprudencia y en 1824 fue nombrado relator auxiliar de la Audiencia de Barcelona. Desempeñó, además, diferentes cargos y comisiones: fue alcalde corregidor de Barcelona, rector de la Universidad Literaria de esta ciudad, presidente en 1841 de la Academia de Jurisprudencia y Legislación, vicepresidente de la de Buenas Letras y socio fundador del Instituto Agrícola Catalán de San Isidro.
Por encargo del capitán general de Cataluña, Espoz y Mina, escribió una memoria sobre la mendicidad. En el diario La Corona de Aragón publicó una serie de artículos comentando y combatiendo la doctrina establecida en algunos puntos del proyecto de Código Civil del año 1851. Asimismo, redactó observaciones a la ley de desamortización y una memoria sobre el Monte de Piedad de Nuestra Señora de la Esperanza. En 1854 emprendió también un estudio para la Sociedad Económica Barcelonesa de Amigos del País que versaba sobre el establecimiento de un banco hipotecario y del modo de hacer aplicable en España el crédito territorial. Sus textos y los dictámenes sobre ellos expresados por Estanislao Reynals y Francisco Permanyer fueron el punto de partida para la reforma de la ley hipotecaria.
Falleció en 1855. Al darse sepultura a sus restos en un cementerio de su ciudad natal, José Luis Pons recitó una poesía titulada «Improvisación», mientras que Permanyer leyó un discurso dedicado a enaltecer los servicios que había prestado a la patria.